# زینوالدیت
زینوالدیت  (به انگلیسی: Zinnwaldite) با فرمول شیمیایی K(LiFe 2+Al)3[(OH)2 - AlSi3O10] از مجموعه کانی هاست و از محلی در چک اسلواکی بنام Cinovec گرفته شده‌است. خیلی متغیر و ناپایدار برای اولین بار در چک اسلواکی کشف شد و از نظر شکل بلور: ورقه‌ای (پهن و کوتاه) - فلسی، رنگ: سفید نقره‌ای - قهوه‌ای روشن - خاکستری - زرد - سبز، شفافیت: شفاف - نیمه شفاف، جلا: صدفی، رخ: خیلی خوب، سیستم تبلور: مونوکلینیک و در رده‌بندی سیلیکات است و منشأ تشکیل آن هیدروترمال- پنوماتولیتی است.
همایند کانی‌شناسی (پارانژ) آن لپیدولیت- فلوریت- ولفرامیت- کوارتز- کاسیتریت- توپاز است
، از نظر ژیزمان بلور- اگرگات فلسی تقریباًَ کمیاب است و بیشتر در آلمان غربی، چک اسلواکی، بریتانیای کبیر و آمریکا یافت می‌شود.